# كولين بارك
كولين بارك (بالإنجليزية: Kolleen Park) (من مواليد 1 مايو 1967) هي مُخرجة موسيقية كورية جنوبية وقائد فرقة موسيقية وممثلة، وأحد أعضاء لجنة تحكيم برنامج المواهب الكوري Korea's Got Talent.

## خلفية عن حياتها
وُلدت كولن في الولايات المتحدة لأب كوري وأم أمريكية من أصل ليتواني. لدى كولين شقيقتان تدعى ان كيم وكيلي. تتحدث كولين اللغتين الإنجليزية والكورية بطلاقة.
حصلت كولين على درجة البكالوريوس في موسيقى التشيلو من معهد كاليفورنيا للفنون وشهادة الماجستير من كلية الدراسات العليا للموسيقى بجامعة سول الوطنية في الموسيقى الكورية التقليدية.

## حياتها المهنية
تشغل كولين حالياً منصب المدير الفني لاستوديو Kyyk للموسيقي وأستاذة رئيسية في جامعة هوون.
كانت كولين أيضًا قائدة الفرقة المسرحية التي أدت النسخة الكورية من موسيقى «عايدة»، أول مسرحية موسيقية في ديزني بدلا من الأوبرا، والتي كانت أكثر العروض شعبية في كوريا في نهاية عام 2010 وتصدرت تصنيفات الحجز لشهر ديسمبر في إنتر بارك.
قدمت كولين عرض المرأة الواحدة «هذه هي كولين» لافتتاح مهرجان Juk عام 2011 لموسيقى الجاز.
وفي عام 2011، أخرجت أيضًا الأغنية الكورية «للإيجار» Rent.
تألقت كولين في الإنتاج الكوري للموسيقى الروكية "Next to Normal" ابتداءً من 18 نوفمبر 2011.

## روابط خارجية
- http://news.sbs.co.kr/section_news/news_read.jsp?news_id=N1000508079
- http://cafe.naver.com/kyyk/339
- http://news.tvreport.co.kr/main.php?cmd=news/news_view&idx=54471 نسخة محفوظة 23 أغسطس 2011 على موقع واي باك مشين.
- http://star.mk.co.kr/new/view.php?mc=ST&no=102665&year=2011